# Hermannia flammula
Hermannia flammula är en malvaväxtart som beskrevs av William Henry Harvey. Hermannia flammula ingår i släktet Hermannia och familjen malvaväxter. Inga underarter finns listade i Catalogue of Life.